# Mathias Mielżyński
Pour les articles homonymes, voir Mielżyński.
Mathias Mielżyński, polonais : Maciej Józef Franciszek Mielżyński, né le 15 septembre 1799 à Winna Góra (Grande-Pologne) et mort le 5 mars 1870 à Kaźmierz, est un homme politique prussien et insurgé de la révolution du 29 novembre 1830.

## Biographie
Il est le fils de Józef Mielżyński et Franciszka Niemojowska. Il grandit sous la gouvernance du Français Jean-Baptiste Motty, qui fut placé sous la protection du chef de famille Jozef.
Il est le frère de Séverin et d'Ignace, et l'époux de Konstancja Mielżyńska